# نيوبورت (رود آيلاند)
نيوبورت (بالإنجليزية: Newport, Rhode Island)‏ هي مدينة تقع في الولايات المتحدة في Newport County. يقدر عدد سكانها بـ 24,672 نسمة ومساحتها 29.5 كم2 وترتفع عن سطح البحر 9 متر.

## التركيبة السكانية
حدّد مكتب تعداد الولايات المتحدة بيانات التركيبة السكانية لنيوبورت في تعداد الولايات المتحدة. في ما يلي، التركيبة السكانية حسب تعدادي 2000 و2010.

### تعداد عام 2000
بلغ عدد سكان نيوبورت 26,475 نسمة بحسب تعداد عام 2000، وبلغ عدد الأسر 11,566 أسرة وعدد العائلات 5,646 عائلة مقيمة في المدينة. في حين سجلت الكثافة السكانية 898.4 نسمة لكل كيلومتر مربع (2,326.8/ميل2). وبلغ عدد الوحدات السكنية 13,226 وحدة بمتوسط كثافة قدره 448.8 لكل كيلومتر مربع (1,162.4/ميل2).
وتوزع التركيب العرقي للمدينة بنسبة 84.12% من البيض و7.75% من الأمريكيين الأفارقة و0.85% من الأمريكيين الأصليين و1.33% من الأمريكيين ذوي الأصول الآسيوية و0.09% من سكان جزر المحيط الهادئ و2.41% من الأعراق الأخرى و3.44% من عرقين مختلطين أو أكثر و5.54% من الهسبانيون أو اللاتينيون من أي عرق.
بلغ عدد الأسر 11,566 أسرة كانت نسبة 24.6% منها لديها أطفال تحت سن الثامنة عشر تعيش معهم، وبلغت نسبة الأزواج القاطنين مع بعضهم البعض 32.3% من أصل المجموع الكلي للأسر، ونسبة 13.6% من الأسر كان لديها معيلات من الإناث دون وجود شريك، بينما كانت نسبة 2.9% من الأسر لديها معيلون من الذكور دون وجود شريكة وكانت نسبة 51.2% من غير العائلات. تألفت نسبة 39.4% من أصل جميع الأسر من عدة أفراد يعيشون في نفس المنزل ونسبة 10.9% كانت تتألف من شخص يعيش بمفرده يبلغ من العمر 65 عاماً أو أكثر. وبلغ متوسط حجم الأسرة المعيشية 2.11، أما متوسط حجم العائلات فبلغ 2.86.
بلغ العمر الوسطي للسكان 34.9 عاماً. وكانت نسبة 19.6% من القاطنين تحت سن الثامنة عشر، وكانت نسبة 9.3% بين الثامنة عشر والرابعة والعشرين عاماً، ونسبة 30.1% كانت واقعةً في الفئة العمرية ما بين الخامسة والعشرين والرابعة والأربعين عاماً، ونسبة 21.1% كانت ما بين الخامسة والأربعين والرابعة والستين، ونسبة 11.9% كانت ضمن فئة الخامسة والستين عاماً فما فوق. يوجد لكل 100 أنثى 91.6 ذكر، ويوجد لكل 100 أنثى في الثامنة عشر من عمرها فما فوق 89.0 ذكر.
بلغ متوسط دخل الأسرة في المدينة 40,669 دولارًا، أما متوسط دخل العائلة فبلغ 54,116 دولارًا. وكان متوسط دخل الذكور 37,780 دولارًا مقابل 27,492 دولارًا للإناث. وسجل دخل الفرد الخاص بالمدينة 25,441 دولارًا. وكانت نسبة 12.9% من العائلات ونسبة 14.4% من السكان تحت خط الفقر، وكان من هؤلاء نسبة 24.4% تحت سن الثامنة عشر ونسبة 8.3% في الخامسة والستين من العمر وما فوق.

### تعداد عام 2010
بلغ عدد سكان نيوبورت 24,672 نسمة بحسب تعداد عام 2010، وبلغ عدد الأسر 10,616 أسرة وعدد العائلات 4,933 عائلة مقيمة في المدينة. في حين سجلت الكثافة السكانية 837.2 نسمة لكل كيلومتر مربع (2,168.3/ميل2). وبلغ عدد الوحدات السكنية 13,069 وحدة بمتوسط كثافة قدره 443.5 لكل كيلومتر مربع (1,148.7/ميل2).
وتوزع التركيب العرقي للمدينة بنسبة 82.45% من البيض و6.93% من الأمريكيين الأفارقة و0.77% من الأمريكيين الأصليين و1.41% من الأمريكيين ذوي الأصول الآسيوية و0.09% من سكان جزر المحيط الهادئ و3.13% من الأعراق الأخرى و5.21% من عرقين مختلطين أو أكثر و8.36% من الهسبانيون أو اللاتينيون من أي عرق.
بلغ عدد الأسر 10,616 أسرة كانت نسبة 21.2% منها لديها أطفال تحت سن الثامنة عشر تعيش معهم، وبلغت نسبة الأزواج القاطنين مع بعضهم البعض 30.9% من أصل المجموع الكلي للأسر، ونسبة 12.4% من الأسر كان لديها معيلات من الإناث دون وجود شريك، بينما كانت نسبة 3.2% من الأسر لديها معيلون من الذكور دون وجود شريكة وكانت نسبة 53.5% من غير العائلات. تألفت نسبة 41.4% من أصل جميع الأسر من عدة أفراد يعيشون في نفس المنزل ونسبة 12.7% كانت تتألف من شخص يعيش بمفرده يبلغ من العمر 65 عاماً أو أكثر. وبلغ متوسط حجم الأسرة المعيشية 2.05، أما متوسط حجم العائلات فبلغ 2.82.
بلغ العمر الوسطي للسكان 36.4 عاماً. وكانت نسبة 16.5% من القاطنين تحت سن الثامنة عشر، وكانت نسبة 16.3% بين الثامنة عشر والرابعة والعشرين عاماً، ونسبة 28.1% كانت واقعةً في الفئة العمرية ما بين الخامسة والعشرين والرابعة والأربعين عاماً، ونسبة 24.9% كانت ما بين الخامسة والأربعين والرابعة والستين، ونسبة 14.2% كانت ضمن فئة الخامسة والستين عاماً فما فوق. وتوزع التركيب الجنسي للسكان بنسبة 48.9% ذكور و51.1% إناث.

## المدن التوأمة
مدن إمبيريا، Kinsale، شيمودا، شيزوكا، Saint John، بونتا ديلغادا ولا روشيل هي مدن توأمة لـنيوبورت (رود آيلاند).

## معرض صور

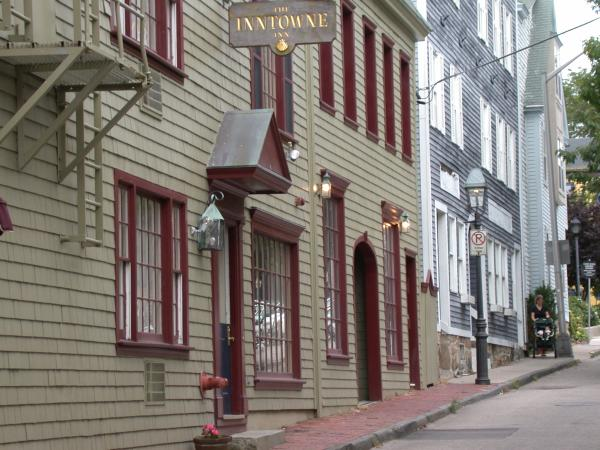
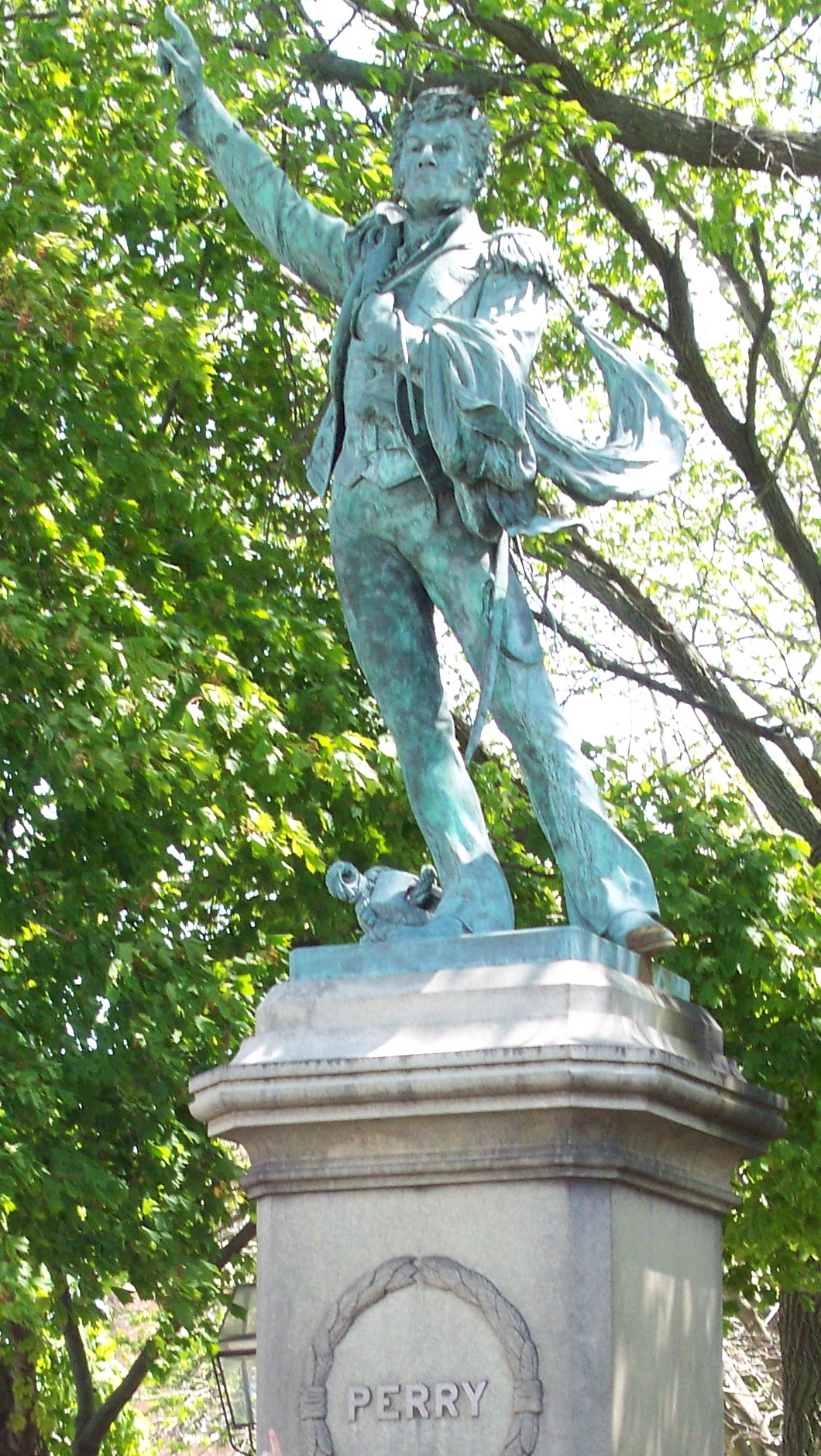
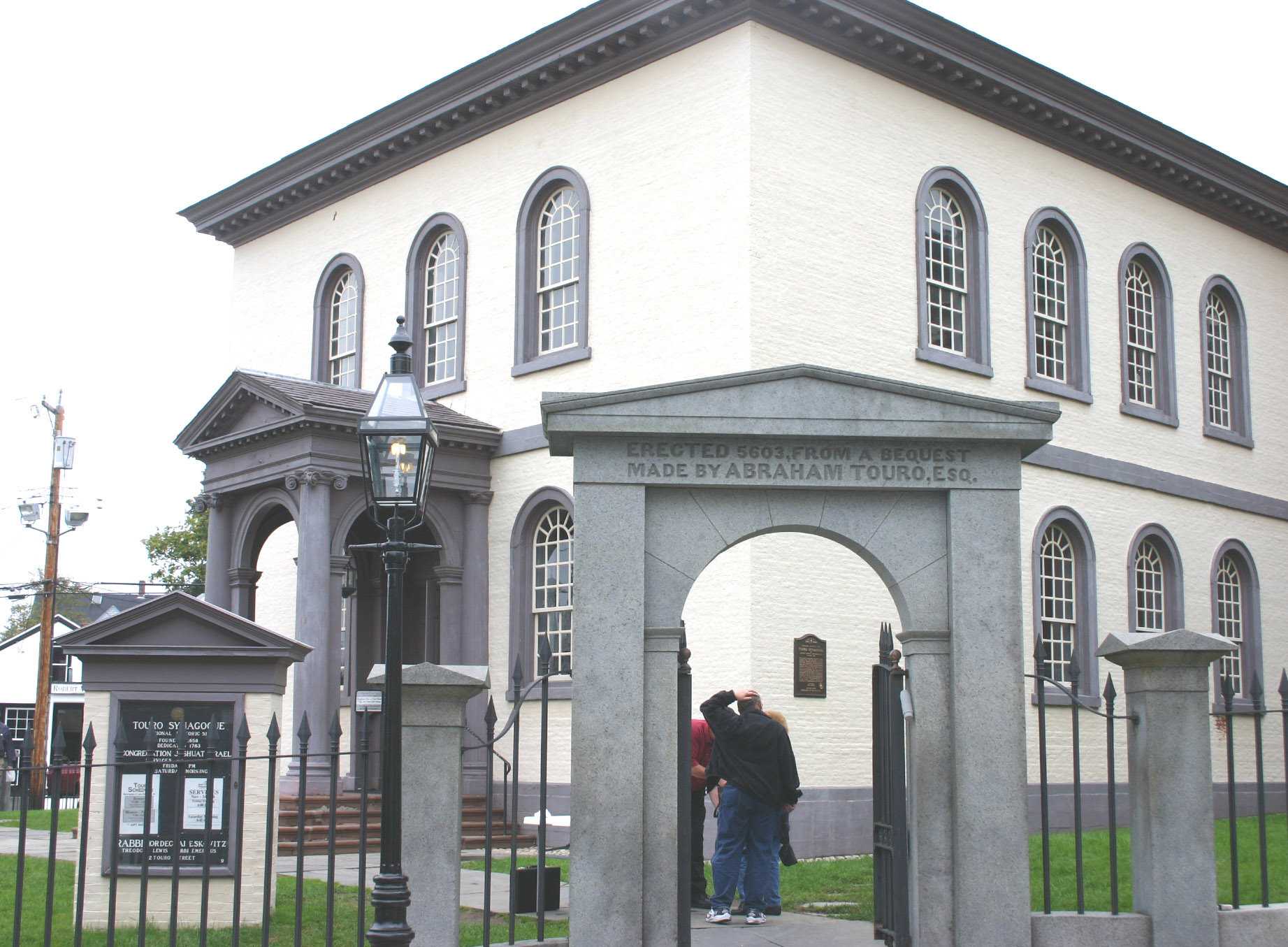

## أعلام
- ريتشارد موريس هنت
- جون بي. كينيدي
- ماثيو كالبرايث بيري
- غوفرنير ك. وارين
- ريتشارد هاولاند هنت
- مينا سوفاري